# Эллардайс, Уильям
Сэр Уильям Лэмонд Эллардайс (англ. William Lamond Allardyce; 14 ноября 1861, Бомбей, Британская Индия — 10 июня 1930, Уокингем, Беркшир, Великобритания) — британский государственный деятель и колониальный администратор, губернатор Багамских островов (1914—1920).

## Биография
Родился в семье военного врача, полковника Джеймса Эллардайса и Джорджины Диксон Эбботт. Получил образование в Абердине, Шотландия, и в Оксфордском военном колледже, в возрасте 18 лет поступил на британскую государственную службу в Министерство по делам колоний.
Его первым назначением стал Фиджи, где всего через два года после его прибытия он был утвержден исполняющим обязанности комиссара-резидента на острове Ротума. Выучил местный язык. В следующем году он входит в магистрат, а семь лет спустя был включен в Совет по регулированию коренных народов и включен в состав Верховного суда. В 1894 году он был назначен комиссаром по туземным земля и получил место в Законодательном совете Фиджи. В 1895 г. он был назначен по делам туземцев (англ. Native Commissioner), который играл ключевую роль во взаимодействии между фиджийцами и британцами. В 1896 году он был назначен главным распорядителем, в 1898 году — колониальным секретарем и членом Исполнительного совета Фиджи.
- 1901—1902 гг. — и. о. губернатора Фиджи и Британских Западно-Тихоокеанских Территорий,
- 1904—1914 гг. — губернатор Фолклендских островов,
- 1914—1920 гг. — губернатор Багамских островов,
- 1920—1922 гг. — губернатор Тасмании.

В 1922—1928 гг. — губернатор Ньюфаундленда. Являлся официальным представителем Короны при открытии Национального военного мемориала фельдмаршалом графом Хейгом 1 июля 1924 г. Был ключевом участником решения Тайного совета о предоставлении Ньюфаундленду юрисдикции над большей частью полуострова Лабрадор.
Выйдя в отставку, стал директором Viking Whaling Co. Ltd., англо-норвежского совместного предприятия.
В его часть назван хребет Эллардайса, возвышающийся на острове Южная Георгия к югу от залива Камберленд (1915) и вершина в группе Губернаторских островов в южной части Атлантического океана (1960). 
Его брат, Кеннет, также был колониальным администратором, занимал должность секретаря по делам коренного населения на Фиджи.

## Награды и звания
Большой крест ордена Святых Михаила и Георгия (1927).